# Piccadilly
Piccadilly – ulica w Londynie, na terenie gminy City of Westminster, biegnąca od Hyde Park Corner na zachodzie, do Piccadilly Circus na wschodzie. Ulica wyznacza granicę między znajdującą się na północy dzielnicą Mayfair a leżącymi na południe parkiem Green Park (na zachodzie) i dzielnicą St James’s (na wschodzie).
Przy ulicy zlokalizowane są sklepy (m.in. dom towarowy Fortnum & Mason, główna księgarnia sieci Waterstones), hotele (w tym The Ritz Hotel), a także Burlington House (siedziba Królewskiej Akademii Sztuk Pięknych oraz kilku towarzystw naukowych).

## Historia
Przynajmniej od średniowiecza ulica była jedną z dwóch (obok Oxford Street) głównych arterii wiodących do Londynu od strony zachodniej. Na planie z 1585 roku pojawia się jako The waye from Colbroke to London („droga z Colbroke do Londynu”). Po restauracji Stuartów (1660) ulica nazwana została Portugal Street, na cześć pochodzącej z Portugalii Katarzyny Bragança, żony króla Karola II. W potocznym obiegu równolegle funkcjonowała nazwa Piccadilly, którą to ulica zawdzięcza piccadillom, ozdobnym kołnierzom wyszywanym z koronek, na których dorobił się Robert Baker, który wzniósł tu swoją rezydencję na początku XVII wieku. W księgach podatkowych nazwa Portugal Street pojawia się do XIX wieku.

## Transport
Przy Piccadilly znajdują się stacje metra: Hyde Park Corner, Green Park i Piccadilly Circus.